# Jordan Pickford
Pour les articles homonymes, voir Pickford.
Jordan Pickford, né le 7 mars 1994 à Washington (Royaume-Uni), est un footballeur international anglais qui évolue au poste de gardien de but à l'Everton FC.
Il est le gardien titulaire de l'équipe d'Angleterre qui atteint les demi-finales de la Coupe du monde 2018 ainsi que la finale de l'Euro 2020 et 2024.

## Biographie

### En club

#### Sunderland AFC et prêts successifs
Jordan Pickford rejoint le club de Sunderland en 2011. Le 1er janvier 2012, il est prêté à Darlington. Trois semaines plus tard, il fait ses débuts professionnels lors d'un match de la 5e division contre Fleetwood Town. Pickford accumule les prêts les saisons suivantes, étant respectivement prêté à Alfreton Town, Burton Albion, Carlisle United, Bradford City puis Preston North End.
De retour à Sunderland, il réalise une saison pleine en 2016-2017 avec les Black Cats en prenant part à trente-deux rencontres toutes compétitions confondues.

#### Everton FC
Le 15 juin 2017, Jordan Pickford s'engage pour cinq saisons avec l'Everton FC, le transfert prenant effet le 1er juillet suivant. Avec un transfert estimé à 34 millions d'euros, il devient alors le troisième gardien le plus cher de l'histoire, derrière Gianluigi Buffon (53 millions d'euros) et Ederson (42 millions d'euros).
Le 3 août 2017, le gardien anglais dispute son premier match avec les Toffees lors du match qualificatif pour la Ligue Europa face au MFK Ružomberok (victoire 0-1). Il joue l'intégralité des trente-huit matchs de Premier League lors de ses trois premières saisons sous le maillot d'Everton.

### En sélection
Jordan Pickford participe à la Coupe du monde des moins de 17 ans 2011 organisée au Mexique. Lors de la compétition, il joue cinq matchs et atteint le stade des quarts de finale, en étant battu par l'Allemagne. 
Avec l'équipe d'Angleterre des moins de 20 ans, il prend part au Tournoi de Toulon 2015.
Le 3 septembre 2015, il fait ses débuts avec l'Angleterre espoirs lors d'un match contre les États-Unis.
En mai 2016, Pickford remporte le Tournoi de Toulon avec les espoirs anglais.
Le 10 novembre 2017, Pickford honore sa première sélection avec l'équipe d'Angleterre en étant titularisé lors d'un match amical face à l'Allemagne.
Jordan Pickford fait partie des vingt-trois joueurs sélectionnés en équipe d'Angleterre pour disputer la Coupe du monde 2018.
Titulaire lors d'un match de préparation face au Nigeria peu avant le début du Mondial, il réalise une bonne performance qui est saluée par le sélectionneur Gareth Southgate. Le 18 juin 2018, Jordan Pickford est nommé titulaire dans les buts anglais lors du premier match des Three Lions à la Coupe du monde contre la Tunisie. Le gardien de but est également titulaire à l'occasion des deux autres rencontres de la phase de poules contre le Panama et la Belgique.
L'Angleterre affronte ensuite la Colombie au stade des huitièmes de finale. Les deux équipes se séparent sur un match nul (1-1) à l'issue de la prolongation et Pickford se démarque en repoussant la cinquième tentative colombienne lors de la séance des tirs au but, ce qui qualifie son équipe pour le tour suivant. Il s'agit alors de la première séance de tirs au but remportée par l'équipe d'Angleterre en Coupe du monde.
Opposée à la Suède en quarts de finale, l'Angleterre parvient de nouveau à l'emporter (0-2), notamment grâce à trois arrêts décisifs de Pickford, qui est nommé homme du match. 
Éliminés face à la Croatie en demi-finale (2-1 après prolongation), les Three Lions s'inclinent également lors du match pour la troisième place contre la Belgique (2-0). Pickford dispute l'intégralité des sept rencontres de l'Angleterre durant cette Coupe du monde 2018.
Titulaire dans les cages de la sélection anglaise tout au long de l'Euro 2020, Jordan Pickford enchaîne cinq matchs consécutifs sans encaisser de buts. Il égale à cette occasion le record en la matière, détenu jusqu'alors par Iker Casillas depuis 2012. C'est par ailleurs la première fois de l'histoire qu'un Anglais parvient à réaliser cette performance au cours d'une compétition internationale. L'Angleterre n'encaisse que deux buts lors de ce tournoi, et échoue en finale contre l'Italie à l'issue de la séance de tirs au but.
Jordan Pickford bat également un record datant de 1966 lors de ce tournoi, puisqu'en parvenant à ne pas prendre de but pendant 724 minutes, il dépasse Gordon Banks.
Le 10 novembre 2022, il est sélectionné par Gareth Southgate pour participer à la Coupe du monde 2022.
En juin 2024, il fait partie de la liste des 26 joueurs convoqués par Gareth Southgate pour disputer l'Euro 2024. 

## Statistiques
| Saison                | Club                     | Championnat           | Championnat | Championnat | Coupe nationale | Coupe nationale | Coupe de la Ligue | Coupe de la Ligue | Compétition(s) continentale(s) | Compétition(s) continentale(s) | Compétition(s) continentale(s) | Angleterre | Angleterre | Total | Total |
| Saison                | Club                     | Division              | M.          | B.          | M.              | B.              | M.                | B.                | Comp.                          | M.                             | B.                             | M.         | B.         | M.    | B.    |
| 2011-2012             | Darlington FC (prêt)     | Conference Premier    | 17          | 0           | -               | -               | -                 | -                 | -                              | -                              | -                              | -          | -          | 17    | 0     |
| 2012-2013             | Alfreton Town (prêt)     | Conference Premier    | 12          | 0           | -               | -               | -                 | -                 | -                              | -                              | -                              | -          | -          | 12    | 0     |
| 2013-2014             | Burton Albion FC (prêt)  | League Two            | 12          | 0           | -               | -               | 1                 | 0                 | -                              | -                              | -                              | -          | -          | 13    | 0     |
| 2013-2014             | Carlisle United (prêt)   | League Two            | 18          | 0           | -               | -               | -                 | -                 | -                              | -                              | -                              | -          | -          | 18    | 0     |
| 2014-2015             | Bradford City (prêt)     | League Two            | 33          | 0           | 1               | 0               | -                 | -                 | -                              | -                              | -                              | -          | -          | 34    | 0     |
| 2015-2016             | Preston North End (prêt) | Championship          | 24          | 0           | -               | -               | 3                 | 0                 | -                              | -                              | -                              | -          | -          | 27    | 0     |
| Sous-total            | Sous-total               | Sous-total            | 116         | 0           | 1               | 0               | 4                 | 0                 | -                              | -                              | -                              | -          | -          | 121   | 0     |
| 2015-2016             | Sunderland AFC           | Premier League        | 2           | 0           | 1               | 0               | -                 | -                 | -                              | -                              | -                              | -          | -          | 3     | 0     |
| 2016-2017             | Sunderland AFC           | Premier League        | 29          | 0           | -               | -               | 3                 | 0                 | -                              | -                              | -                              | -          | -          | 32    | 0     |
| Sous-total            | Sous-total               | Sous-total            | 31          | 0           | 1               | 0               | 3                 | 0                 | -                              | -                              | -                              | -          | -          | 35    | 0     |
| 2017-2018             | Everton FC               | Premier League        | 38          | 0           | 1               | 0               | 1                 | 0                 | C3                             | 6                              | 0                              | 10         | 0          | 56    | 0     |
| 2018-2019             | Everton FC               | Premier League        | 38          | 0           | 2               | 0               | -                 | -                 | -                              | -                              | -                              | 9          | 0          | 49    | 0     |
| 2019-2020             | Everton FC               | Premier League        | 38          | 0           | 1               | 0               | 4                 | 0                 | -                              | -                              | -                              | 5          | 0          | 48    | 0     |
| 2020-2021             | Everton FC               | Premier League        | 31          | 0           | -               | -               | 2                 | 0                 | -                              | -                              | -                              | 14         | 0          | 47    | 0     |
| 2021-2022             | Everton FC               | Premier League        | 35          | 0           | 2               | 0               | -                 | -                 | -                              | -                              | -                              | 7          | 0          | 44    | 0     |
| 2022-2023             | Everton FC               | Premier League        | 37          | 0           | 1               | 0               | -                 | -                 | -                              | -                              | -                              | 9          | 0          | 47    | 0     |
| 2023-2024             | Everton FC               | Premier League        | 38          | 0           | -               | -               | 4                 | 0                 | -                              | -                              | -                              | 14         | 0          | 56    | 0     |
| 2024-2025             | Everton FC               | Premier League        | 38          | 0           | 1               | 0               | 1                 | 0                 | -                              | -                              | -                              | 8          | 0          | 48    | 0     |
| Sous-total            | Sous-total               | Sous-total            | 293         | 0           | 8               | 0               | 12                | 0                 | -                              | 6                              | 0                              | 76         | 0          | 395   | 0     |
| Total sur la carrière | Total sur la carrière    | Total sur la carrière | 440         | 0           | 10              | 0               | 19                | 0                 | -                              | 6                              | 0                              | 76         | 0          | 551   | 0     |

## Palmarès

### En sélection
Jordan Pickford remporte le Tournoi de Toulon 2016 avec l'équipe d'Angleterre espoirs.
Il est également finaliste du Championnat d'Europe en 2020 et en 2024 avec l'équipe d'Angleterre.

### Distinctions individuelles
- Meilleur jeune joueur anglais de l'année en 2017[13].
- Arrêt de la saison de Premier League en 2022.
- Arrêt du mois de Premier League en septembre 2022 et janvier 2024.